# Tössbo landskommun
Tössbo landskommun var en tidigare kommun i Älvsborgs län.

## Administrativ historik
Kommunen bildades som storkommun vid kommunreformen 1952 genom sammanläggning av kommunerna Edsleskog, Fröskog, Mo, Tydje, Tösse, Ånimskog och Åmåls landskommun. Namnet togs från Tössbo härad, som omfattade samma område
1 januari 1956 överfördes från Tössbo landskommun och Åmåls landsförsamling till Åmåls stad och Åmåls stadsförsamling ett område omfattande en areal av 4,89 km², varav 4,87 km² land, och med 179 invånare.
Kommunen ägde bestånd fram till 1971 då den lades samman med Åmåls stad för att bilda Åmåls kommun.
Kommunkoden var 1501.

### Kyrklig tillhörighet
I kyrkligt hänseende hörde Tössbo landskommun till församlingarna Edsleskog, Fröskog, Mo, Tösse med Tydje, Åmåls landsförsamling (uppgick 1 januari 1963 i Åmåls församling som var därefter delad mellan Tössbo landskommun och Åmåls stad) samt Ånimskogs församling.

## Geografi
Tössbo landskommun omfattade den 1 januari 1952 en areal av 517,60 km², varav 463,43 km² land.

### Tätorter i kommunen 1960
| Tätort        | Folkmängd |
| ------------- | --------- |
| Fengersfors   | 460       |
| Tösse station | 237       |

Tätortsgraden i kommunen var den 1 november 1960 14,3 procent.

## Politik

### Mandatfördelning i valen 1950-1966
| 2 | 13 | 12 | 8 | 5 |

| 40 |

|  | 14 | 12 | 8 | 5 |

| 40 |

|  | 13 | 14 | 6 | 6 |

| 40 |

|  | 14 | 11 | 5 | 4 |

| 35 |

| 14 | 11 | 4 |  | 5 |

| 33 |